# Gretchen Peters
Gretchen Peters, född 14 november 1957, är en amerikansk låtskrivare och sångerska, verksam främst inom countrygenren. Hennes låtar har framförts av många mer kända artister — bland annat hade Faith Hill en hit med Peters sång "The Secret of Life" — men hon har även släppt ett antal egna skivor. Hennes sång "Independence Day" blev en hit med Martina McBride och fick pris som årets sång 1995 av Academy of Country Music. Hon har också skrivit ett antal låtar tillsammans med Bryan Adams. Peters, Adams och Hans Zimmer nominerades till en Golden Globe för låten "Here I Am", framförd av Adams i filmen Spirit - Hästen från vildmarken.

## Diskografi
- 1996 – The Secret of Life
- 2000 – Gretchen Peters
- 2004 – Halcyon
- 2004 – Gretchen Peters Trio (livealbum)
- 2007 – Burnt Toast & Offerings
- 2008 – Northern Lights
- 2009 – One to the Heart, One to the Head (tillsammans med Tom Russell)
- 2012 – Hello Cruel World
- 2015 – Blackbirds
- 2018 – Dancing with the Beast

Samlingsskivor
- 2009 – Circus Girl

Singlar
- 1996 – "When You Are Old"
- 2004 – "Tomorrow Morning"

## Hitlåtar med andra artister
Lista på några av de hits som andra artister haft med Peters låtar. 
- "Independence Day" – Martina McBride samt Carrie Underwood
- "Let That Pony Run" – Pam Tillis
- "Like Water Into Wine" – Patty Loveless
- "My Baby Loves Me" – Martina McBride
- "On a Bus to St. Cloud" – Trisha Yearwood
- "The Secret of Life" – Faith Hill
- "You Don't Even Know Who I Am" – Patty Loveless